# Falérios

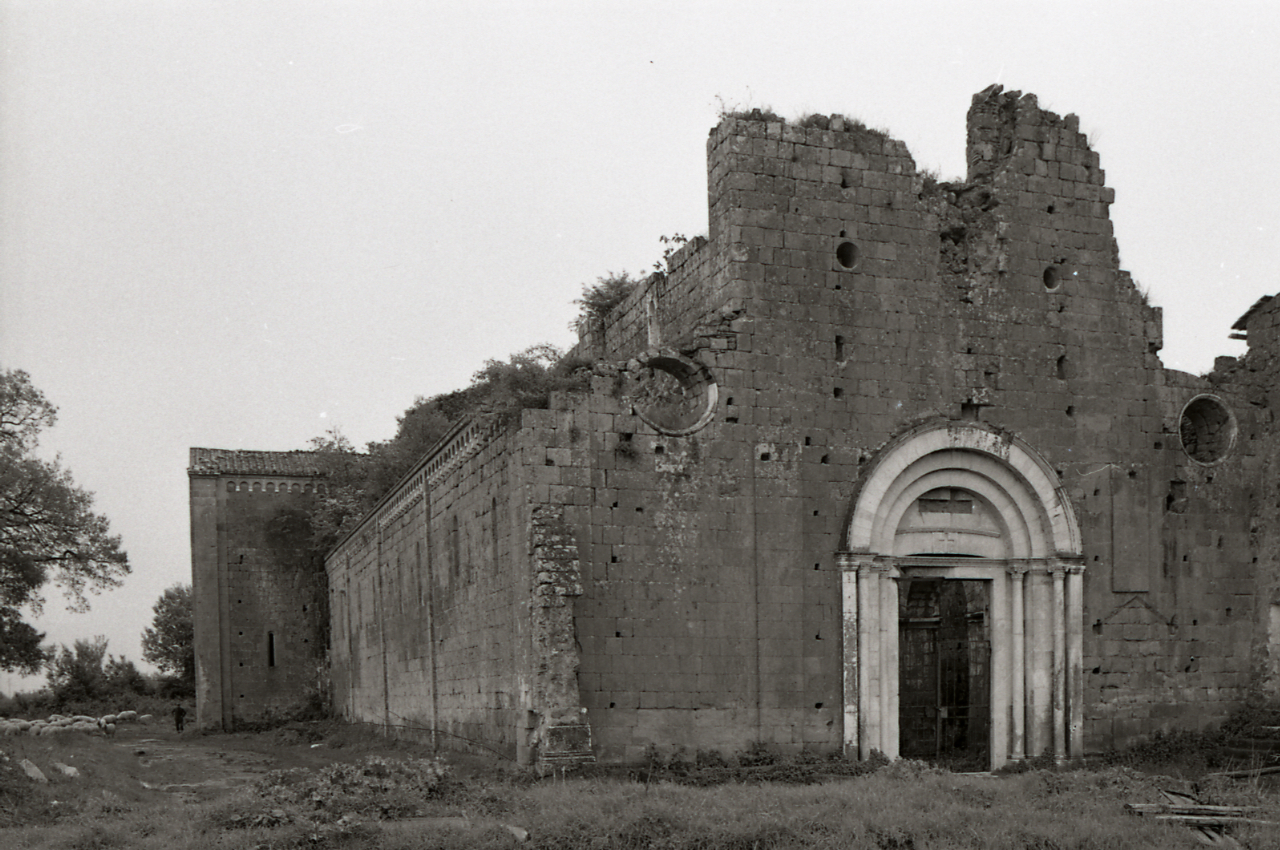
Ruínas da igreja de Santa Maria de Falérios, como apresentado em 1972 antes da restauração, em uma foto de Paolo Monti

Falérios (em latim: Falerii) foi uma das mais importantes cidades da antiga Etrúria.
Estava situada a 50 km ao norte de Roma. A lenda diz que foi fundada por gregos de Argos. Estrabão relatou que seus primeiros habitantes não eram etruscos, mas sim faliscos, fato confirmado por descobertas arqueológicas recentes. Por volta do século V a.C. já estava povoada pelos etruscos. Foi uma das líderes da Liga Etrusca nos séculos seguintes. Estava localizada em um ponto estratégico, sendo rodeada de precipícios e se ligava à planície em torno apenas por um dos lados.
Suas ruínas são um importante sítio arqueológico, tendo sido encontrados vários edifícios, tumbas e templos, que continham muitos artefatos e obras de arte. Hoje o local é a cidade de Civita Castellana.